# Pablo Zalba Bidegain
Pablo Zalba Bidegain, né le 28 janvier 1975 à Pampelune, est un homme politique espagnol. Il est membre du Parti populaire.

## Biographie
Il a été élu député européen lors des élections européennes de 2009 puis réélu en 2014, siégeant au sein du groupe du Parti populaire européen (PPE). Il démissionne le 17 novembre 2016 lorsqu'il devient président de l'Institut officiel de crédit (ICO).